# Чевернур (Михайловское сельское поселение)
 Чевернур  — деревня в Советском районе Республики Марий Эл. Входит в состав Михайловского сельского поселения.

## Географическое положение
Находится в центральной части республики Марий Эл на расстоянии приблизительно 14 км по прямой на юго-запад от районного центра посёлка Советский.

## История
Деревня образовалась в 1934 году как починок. Перед войной в деревне было 23 хозяйства. В 1958 году здесь насчитывалось 16 хозяйств, в 1976 году — 20, в 1980 году — 21 хозяйство. К 2003 году в деревне осталось только 5 хозяйств. В советское время работал колхоз «Чевернур».

## Население
Население составляло 18 человек (89 % мари) в 2002 году, 20 в 2010.